# 第564国民掷弹兵师
第564国民掷弹兵师（564. Volksgrenadier-Division）是第二次世界大战納粹德國陸軍一支國民擲彈兵师级单位，1944年8月26日，该师在奥地利成立。9月中旬，该师官兵和第183步兵師合并。在第564师历史上，只有过一位师长。